# Їжачок і дівчинка
«Їжачок і дівчинка» (рос. Ёжик и девочка) — радянський анімаційний фільм 1988 року Творчого об'єднання художньої мультиплікації студії Київнаукфільм, режисер — Алла Грачова.

## Сюжет
Історія про дівчинку, яка потоваришувала з їжачком. Дівчинці не подобалося, що їжачок був колючим. Тоді їжачок вирішив підстригти всі свої колючки, щоб сподобатися дівчинці...

## Над фільмом працювали
- Автор сценарію: Георгій Власенко;
- Кінорежисер: Алла Грачова;
- Художник-постановник: Микола Чурилов;
- Композитор: Юрій Шевченко;
- Кінооператор: Анатолій Гаврилов;
- Звукооператор: Ігор Погон;
- Художники-аніматори: Алла Грачова, Ірина Бородаєва, Костянтин Баранов, О. Коваленко;
- Асистенти: О. Малова, Олена Перекладова, В. Єзерський;
- Монтаж: Олег Педан;
- Редактор: Євген Назаренко;
- Директор знімальної групи: Іван Мазепа.

### Роль озвучила:
- Людмила Козуб.